# 부전승
부전승(不戰勝)은 상대팀의 기권 혹은 징계 등으로 경기를 치루지 않고 승리를 하는 경우를 일컫는다.

## 주요 사례

### 축구
2022년 FIFA 월드컵 유럽 예선 플레이오프 준결승에서 폴란드와 러시아가 맞붙을 예정이었지만 러시아가 우크라이나 침공으로 징계를 받아 참가가 불허되면서 폴란드가 결승에 진출하였다.

## 같이 보기
- 시드